# Dornier Libelle
Il Dornier Libelle I, designato anche come Dornier Do A Libelle, era un idrovolante monomotore ad ala alta a parasole prodotto dall'azienda tedesca Dornier-Metallbauten GmbH negli anni venti.

## Varianti
DoA
designazione dei due prototipi del Libelle
Libelle I
prima versione prodotta in serie, realizzata in 7 esemplari, 5 equipaggiati con il radiale Siemens-Halske Sh 4 e 2 con il Siemens-Halske Sh 5.
Libelle II
versione migliorata, realizzata in 3 esemplari, disponibile con motorizzazione radiale Siemens-Halske Sh 5 o Siemens-Halske Sh 11. In seguito il Libelle II venne equipaggiato con altri motori tra cui il Bristol Lucifer e l'ADC Cirrus.

### Riviste
- (EN) The New Dornier "Libelle", in Flight, No. 1241. (Vol. XXIV. No. 41.), 6 ottobre 1932.